# Spikarna

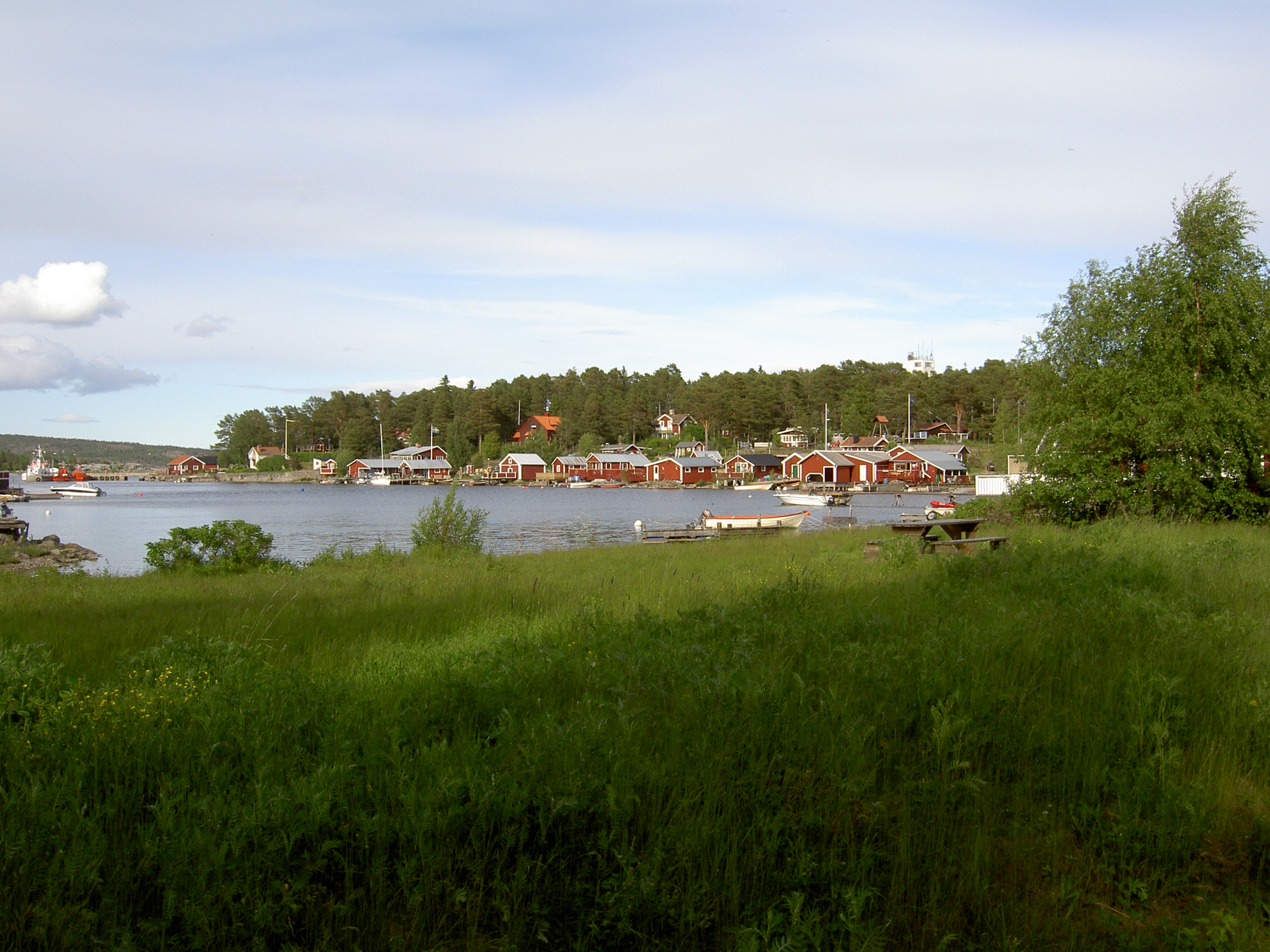
Spikarnas fiskeläge.

Spikarna är ett  fiskeläge på sydöstra Alnön utanför Sundsvall. Det är på somrarna ett populärt turistmål, turister går ofta ett varv runt den lilla ön Skorven vid Spikarna, längs den steniga stranden. Här finns Spikarö kapell och en lotsstation.
I närheten av Spikarna ligger den populära badviken Tranviken.

## Bildgalleri

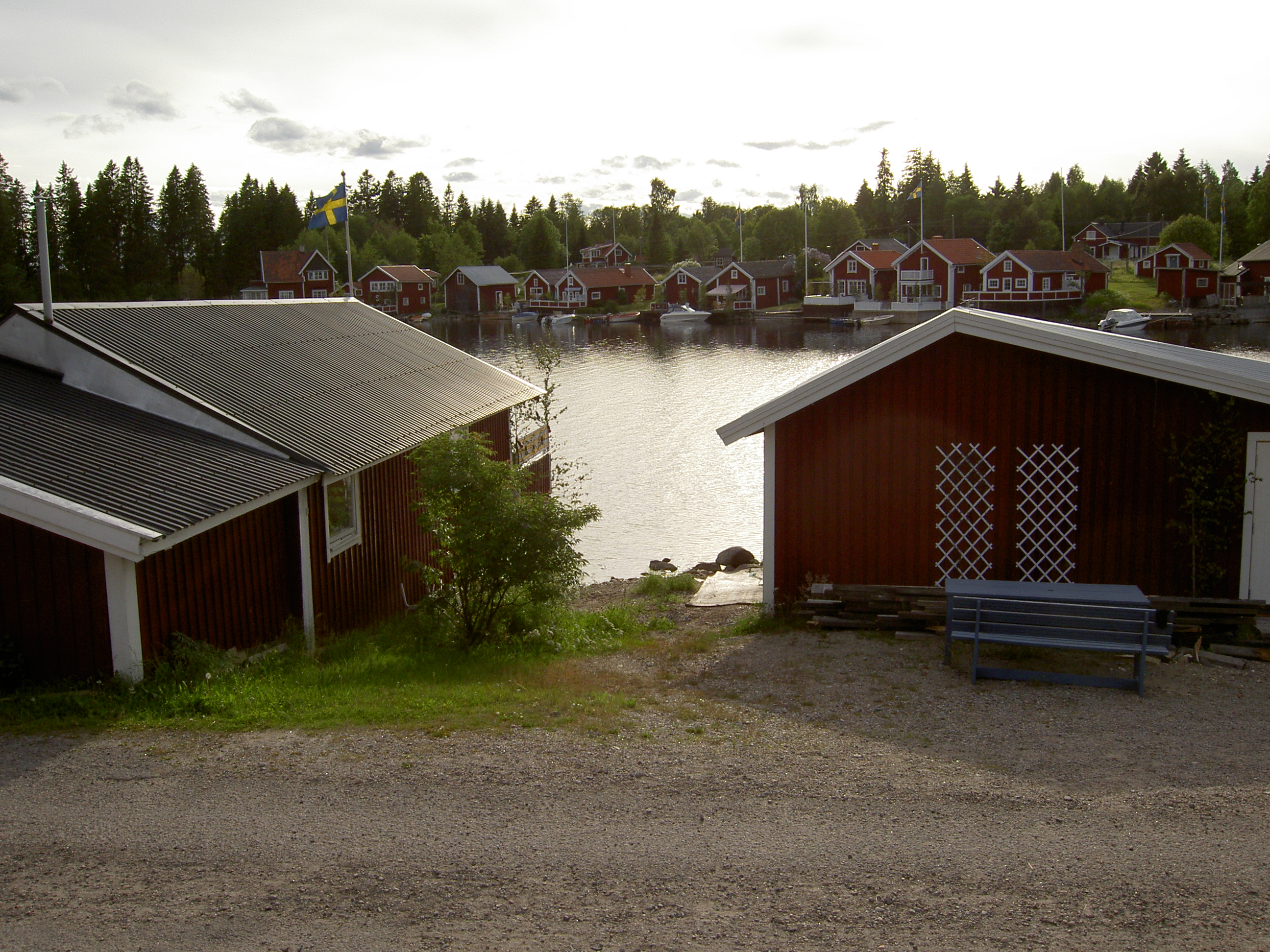
Bilden tagen från ön Skorven
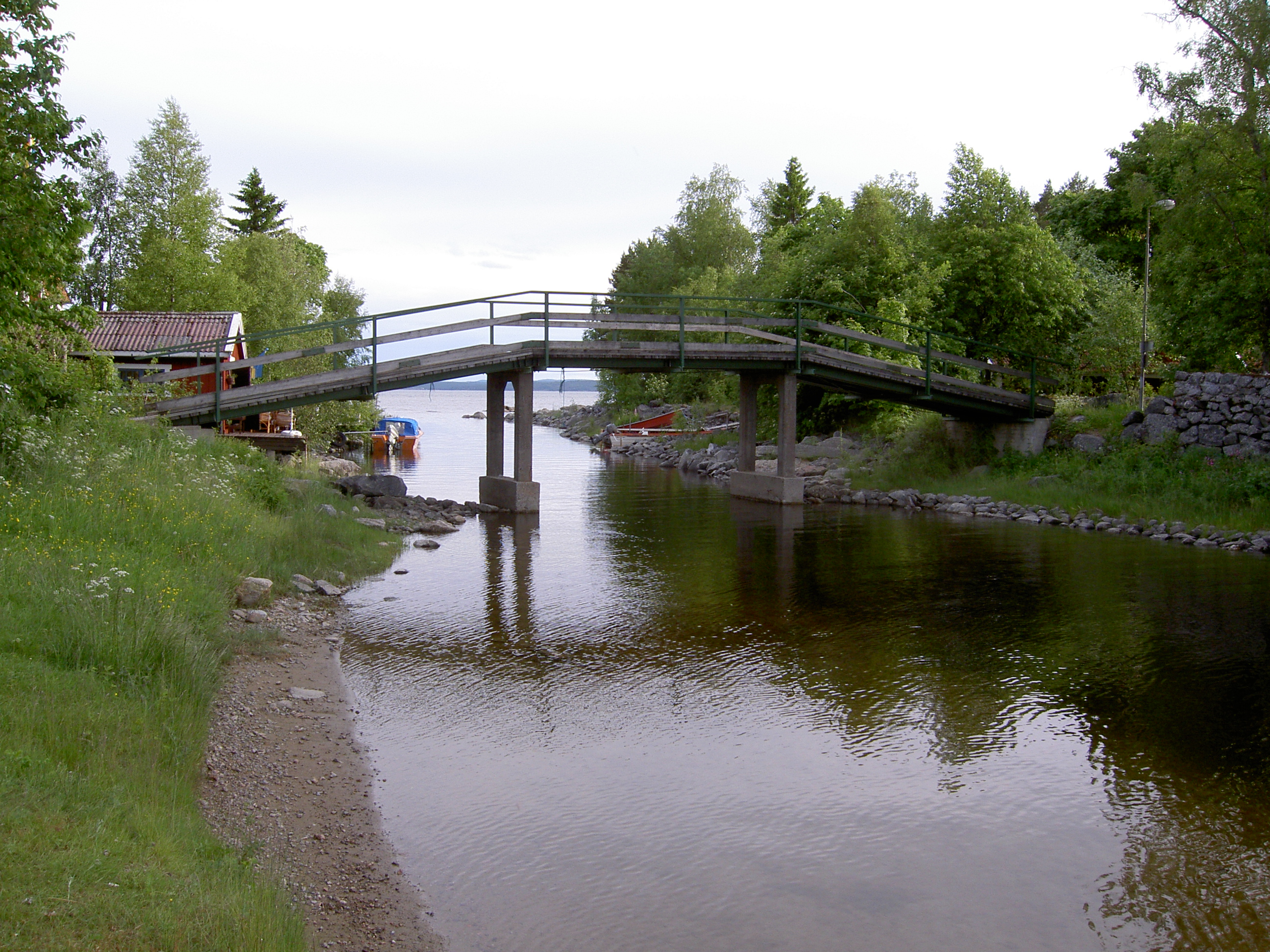
Den lilla bron till Skorven.
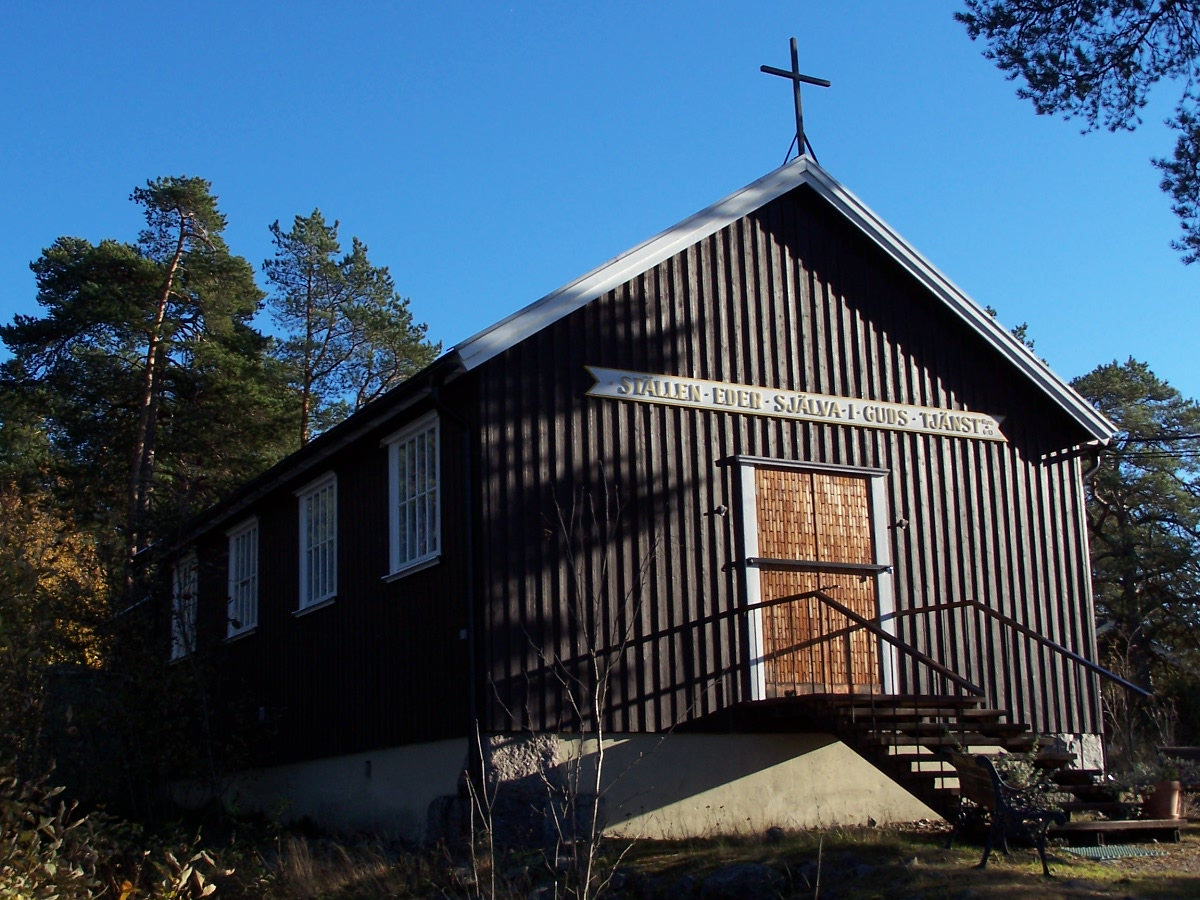
Spikarö kapell